# Dominique Sandová
Dominique Sandová (* 11. března 1951, bývá uváděn i rok narození 1948; nepřechýleně Dominique Sanda, rodným jménem Dominique Marie-Françoise Renée Varaigne) je francouzská herečka.
Začínala jako fotomodelka, v roce 1969 ji Robert Bresson obsadil do hlavní role své adaptace Dostojevského povídky Něžná. Dalšími výraznými postavami, které ztvárnila, byla Anna ve filmu Konformista (Bernardo Bertolucci, 1970), Micòl ve filmu Zahrada Finzi-Continiů (Vittorio de Sica, 1970), Hermína ve filmu Stepní vlk (Fred Haines, 1974) a Ada ve filmu XX. století (Bernardo Bertolucci, 1976). Za hlavní ženskou roli v historickém snímku Dědictví Ferramontiů (režie Mauro Bolognini) získala v roce 1976 cenu pro nejlepší herečku na festivalu v Cannes. Jako divadelní herečka působila v Théâtre de la Commune, Théâtre du Châtelet a argentinském Teatro Colón, pod vedením Boba Wilsona účinkovala ve Stravinského oratoriu Král Oidipus a Ibsenově Paní z Námoří. Byl jí udělen Řád umění a literatury a Řád čestné legie. Ze vztahu s režisérem Christianem Marquandem má syna Yanna (* 1972).

## Filmografie
- 1969 Něžná
- 1970 Konformista
- 1970 Okouzlení
- 1970 Zahrada Finzi-Continiů
- 1971 Bez motivu
- 1973 Mackintoshův člověk
- 1974 Rodinný portrét
- 1974 Stepní vlk
- 1976 Dědictví Ferramontiů
- 1976 XX. století
- 1977 Alej zatracení
- 1977 Mimo dobro a zlo
- 1979 Loď jménem Noc
- 1980 Bílý mys
- 1980 Sladká cesta
- 1982 Jeden pokoj ve městě
- 1984 Cesta k Bressonovi (dokumentární)
- 1988 Vlak do Petrohradu
- 1989 Za svitu luny
- 1990 Únos lodi Achille Lauro
- 1992: Cesta
- 1994: Zelený Jindřich
- 1995: Biblické příběhy: Josef
- 2000: Purpurové řeky
- 2014: Saint Laurent